# Єдине національне тестування
Єдине національне тестування (каз. Ұлттық бірыңғай тестілеу; скор. ЄНТ каз. ҰБТ) — система оцінки знань випускників, застосовувана в Республіці Казахстан. Результати ЄНТ визнають заклади вищої освіти як результати вступних іспитів. Бали ЄНТ також мають значення під час присудження Президентської стипендії «Болашак».

## Опис
Вперше ЄНТ введено 2004 року. Єдине національне тестування проводять в останніх числах червня. ЄНТ проходить в один етап і оцінюється за 140-бальною шкалою. Учні за один день проходять тестування з 5 предметів. 3 основних: математична грамотність, грамотність читання, історія Казахстану — по 20 завдань на кожен і з двох профільних предметів — по 30 завдань на кожен (10 завдань з профільних предметів мають декілька правильних відповідей, тому за правильну відповідь на них дають по 2 бали).

## Аналоги ЄНТ в інших країнах
- В Україні — Зовнішнє незалежне оцінювання
- У багатьох країнах Європи — Matura
- У США — SAT і ACT
- У Великій Британії — A-level
- У Німеччині та Австрії — Abitur
- У Франції - Baccalauréat en France (Bac)
- У Російській Федерації — єдиний державний екзамен
- В Румунії і Молдові — Baccalaureat (BAC)
- У Білорусі — Централізоване тестування
- У Киргизії — Загальнореспубліканське тестування
- У Вірменії — Єдині державні іспити
- У Грузії — Єдині національні іспити[ru]
- У Таджикистані — Централізовані вступні іспити